# Duesenberg Model Y
De Duesenberg Model Y was een tussenmodel van het Amerikaanse luxe-automerk Duesenberg. De Model Y stond tussen de Model X en de Model J en waarschijnlijk werd slechts één exemplaar voltooid in 1927. August Duesenberg moest dit prototype na de testen vernietigen. Hij deed dit met het chassis en de motor, maar bewaarde het koetswerk dat hij op het chassis van een Model A monteerde. Het prototype zou model hebben gestaan voor Duesenbergs beroemde Model J en bevindt zich momenteel in de collectie van het Auburn-Cord-Duesenberg Museum.